# 新穆通
新穆通是巴西马托格罗索州的一个市镇。总面积9537.923平方公里，总人口24368人，人口密度2.6人/平方公里。